# Lunca Cetățuii
Lunca Cetățuii – wieś w Rumunii, w okręgu Jassy, w gminie Ciurea. W 2011 roku liczyła 6227 mieszkańców.